# منیزیم کربنات
منیزیم کربنات (به انگلیسی: Magnesium carbonate) با فرمول شیمیایی MgCO۳ یک ترکیب شیمیایی با شناسه پاب‌کم ۱۱۰۲۹ است. که جرم مولی آن ۸۴٫۳۱۳۹ g/mol می باشد. شکل ظاهری این ترکیب، جامد سفید است.
یکی از استفاده‌های رایج این ماده در ورزش‌هایی چون سنگ‌نوردی، وزنه‌برداری و ژیمناستیک، به منظور جلوگیری از تعرق دست و بهبود چنگش است.